# 충화 지석리 고인돌
충화 지석리 고인돌은 충청남도 부여군 충화면에 있다. 1998년 12월 30일 부여군의 향토문화유산 제26호로 지정되었다.

## 개요
충화면사무소에서 서쪽으로 홍산방면 도로를 따라 1.7km쯤 가면 도로 북편의 팔충사 경내에 고인돌 3기가 남아 있다. 이 지역은 동서로 5km가량 길게 형성되어 있는 산간 충적지로서 상지천이 동에서 서로 흐르고 있는데, 이러한 산간 충적지의 농업 생산력을 바탕으로 하여 고인돌이 조영되었던 것으로 보인다. 이 일대에서 비록 취락유적을 확실히 확인하지는 못하였으나, 지석3리 마을 앞의 구릉들이 당시 취락지로 추정된다. 1호 고인돌은 300×225×145cm 크기로 하부에 2개의 받침돌이 있으며, 1호 동쪽으로 6m 떨어져 있는 2호 고인돌은 340×330×120cm 크기에 3개의 받침돌이 있다. 3호 고인돌은 2호에서 동남쪽으로 13m 떨어져 있으며, 255×240×95cm 크기에 받침돌이 2개 있었던 것으로 보인다.

## 같이 보기
- 충화 팔충사 - 부여군 향토문화유산 제25호